# アニェビ＝ティアサ州
アニェビ＝ティアサ州（アニェビ＝ティアサしゅう、フランス語：Région de l'Agnéby-Tiassa）はコートジボワール共和国南東部のラギューヌ地方北西部の州。
州都はアグボヴィル。
2014年の人口は約60.7万人。

## 地理
- 北東：モロヌ州
- 東：ラミー州
- 南東：アビジャン
- 南南西：グランド・ポーンツ州
- 西：下ジブア州
- 西北西：ゴー州
- 北北西：ベーリン州

## 行政区画
- Agboville
- Sikensi
- Taabo
- Tiassalé